# Dora de Amarante Romariz
Dora de Amarante Romariz née le 7 janvier 1922 à São Paulo et morte le 4 août 2017 dans la même ville est une géographe brésilienne, chercheuse en biogéographie à l'Institut brésilien de géographie et de statistique. Pionnière dans son pays dans cette discipline, elle est à l'origine de nombreux travaux sur la végétation brésilienne et participe au groupe de travail sur l'implantation de la nouvelle capitale Brasilia.

## Biographie
Dora Romariz naît à São Paulo mais sa famille déménage alors qu'elle est encore jeune à Rio de Janeiro où elle obtient son diplôme d'institutrice primaire à l'Institut d'éducation. La géographie y est une de ses matières préférées. Elle apprécie également les cours de botanique de Carlos Leoni Werneck (pt) qui ont une grande influence pour sa future spécialisation en biogéographie. Elle obtient ensuite une licence et un diplôme en géographie et histoire de l'Institut national d'éducation, aujourd'hui Université fédérale de Rio de Janeiro. En 1945, après cinq années de travail comme enseignante en école primaire, elle rejoint l'Institut brésilien de géographie et de statistique (IBGE),. 
Tout au long de sa carrière elle est régulièrement professeure invitée dans de nombreuses universités. Elle occupe plusieurs postes officiels dans l'administration (planification de la recherche, éducation), représentant le Brésil à l'Union Géographique Internationale et s'investissant dans la direction d'associations de géographes.
En 1972, en raison de changements de politiques dans la fonction publique, Dora Romariz choisit de prendre sa retraite pour pouvoir se consacrer à l'étude de la biogéographie,. Le 4 août 2017, elle meurt d'une défaillance multiviscérale à São Paulo.

## Travaux
Les recherches de Dora Romariz portent sur la biogéographie où elle fait figure de pionnière au Brésil,.
En 1945, elle rejoint l'Institut brésilien de géographie et de statistique pour participer à des expéditions avec Pierre Dansereau, agronome, écologue et botaniste canadien alors invité par le gouvernement. Grâce à l'ouverture des sciences aux femmes au Brésil, sa maîtrise du français et ses connaissances en sciences naturelles, elle devient une de ses principales assistantes. Elle choisit alors de se spécialiser par la suite en biogéographie.
Elle fait partie du premier groupe de biogéographie de l'IBGE et de l'équipe de recherche à aller sur le terrain pour choisir le lieu de l'implantation de Brasilia, la nouvelle capitale brésilienne.
En 1956, elle fait partie de l'équipe accueillant au Brésil le 18e congrès international de géographie durant lequel elle accompagne les sorties et marque les esprits par la mise en avant d'une géographie brésilienne,,,.
Dora Romariz met en place des normes sur la végétation, travaux qui permettent à l'Empresa Paulista de Planejamento Metropolitano de la protéger.Elle propose également une première caractérisation de la végétation brésilienne.
En 1972, Dora Romariz prend sa retraite et se consacre à son activité de chercheuse en biogéographie. Elle travaille directement à la préparation de la Carte de la végétation de l'Amérique du Sud, publiée par l'Organisation des Nations Unies pour l'éducation, la science et la santé. Jusqu'à son décès, elle donne des conférences, des cours et rédige des ouvrages sur la biogéographie.

## Hommages
L'Association nationale des études supérieures et de la recherche en géographie, salue ses contributions au domaine de la connaissance : « La géographie brésilienne perd une grande géographe, une femme d'exception. Une pionnière parmi les géographes concernés par la couverture végétale brésilienne ».

## Publications

### Ouvrages
- (pt) Aspectos da Vegetação do Brasil
- (pt) Geografia de América Latina
- (pt) Dora de Amarante Romariz, Biogeografia: Temas e Conceitos, 2008 (ISBN 978-85-366-1170-9)

### Articles
- Dora de Amarante Romariz, « La végétation du Brésil dans le cadre de la végétation du Monde », Revista geografica, vol. 81,‎ 1974, p. 165-174